# Paulo Ribeiro (futebolista)
Paulo António da Silva Ribeiro (Setúbal, 6 de Junho de 1984) é um futebolista português, que joga habitualmente a guarda-redes.
Efectuou a sua formação no Vitória de Setúbal, tendo chegado às selecções mais jovens portuguesas.
Após ter efectuado uma época com algumas actuações na Liga Portuguesa em 2004/05, foi contratado pelo FC Porto, sendo o terceiro guarda-redes da equipa portista. Não tendo vingado no plantel principal foi sendo cedido a título de empréstimo. Primeiro ao Sporting Clube Olhanense, na segunda metade da época 2007/2008, e depois ao Portimonense Sporting Clube.
No início da época 2009/2010 foi contratado pelo Futebol Clube de Vizela.
Na época seguinte, rumou ao Leixões SC, que tinha retornado à 2ª divisão, tendo estado 3 épocas seguidas no principal escalão de futebol português.
Na época 2011/2012, foi contratado pelo Desportivo de Chaves, equipa onde está presente até à época transata.